# Brokschersmin
Brokschersmin (Philadelphus Purpureo-maculatus-gruppen) är en sortgrupp inom  schersminsläktet. Gruppen består av mer eller mindre komplexa hybrider av doftschersmin (P. coronarius), småbladig schersmin (P. microphyllus) och coulterschersmin (P. coulteri). Gruppen innehåller relativt låga buskar som kännetecknas av att blommorna har en rosa basfläck. Bladen och blommorna innehåller giftiga ämnen.
Gruppen har sitt namn från hybriden Philadelphus ×purpureomaculatus som är en korsning mellan P. ×lemoinei och coulterschersmin (P. coulteri).

## Sorter
'Beauclerk'
'Belle Étoile'
'Burkwoodii'
'Fantasie'
'Silberregen'
'Sybille'

## Galleri

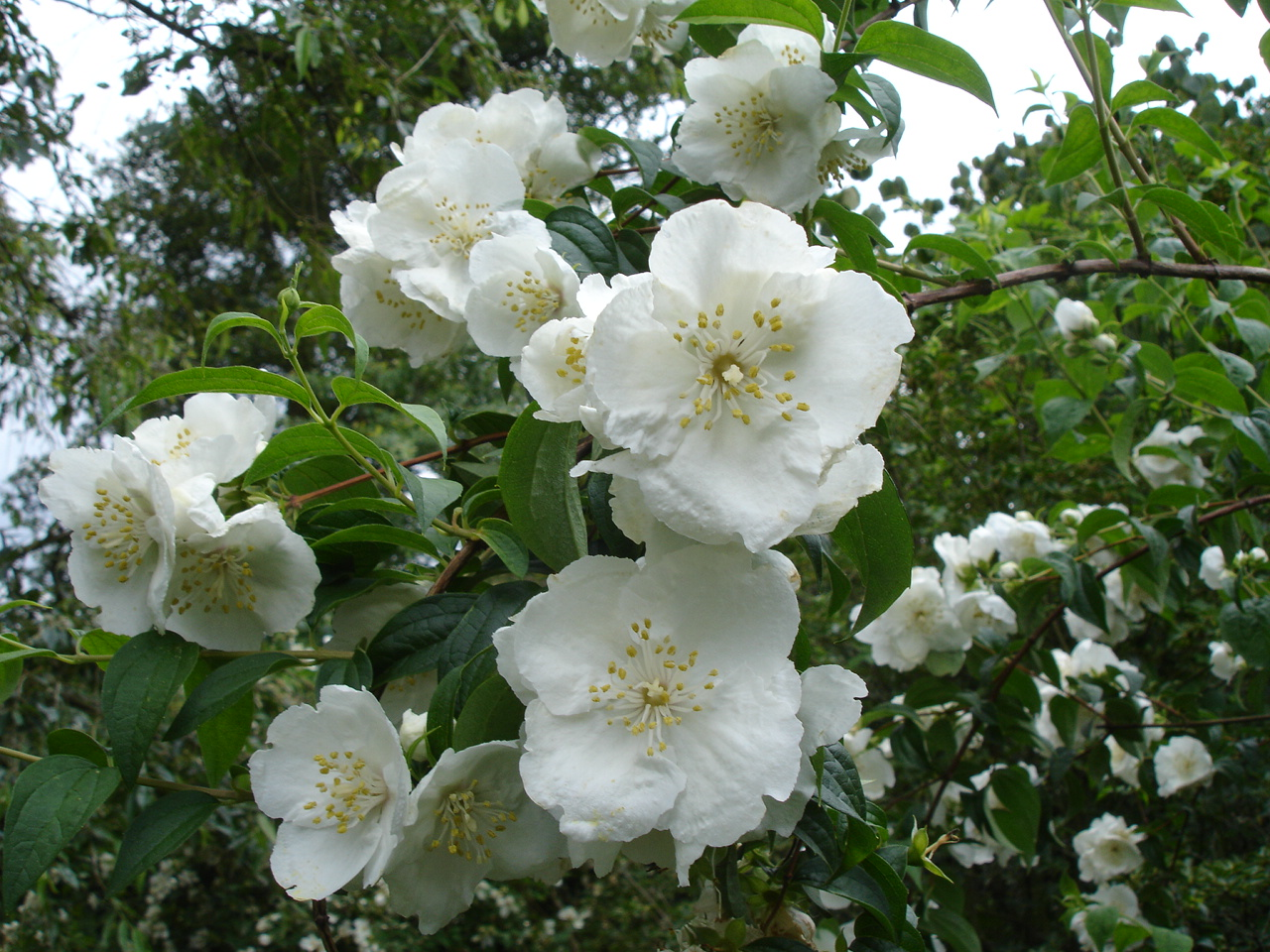
'Beauclerk'
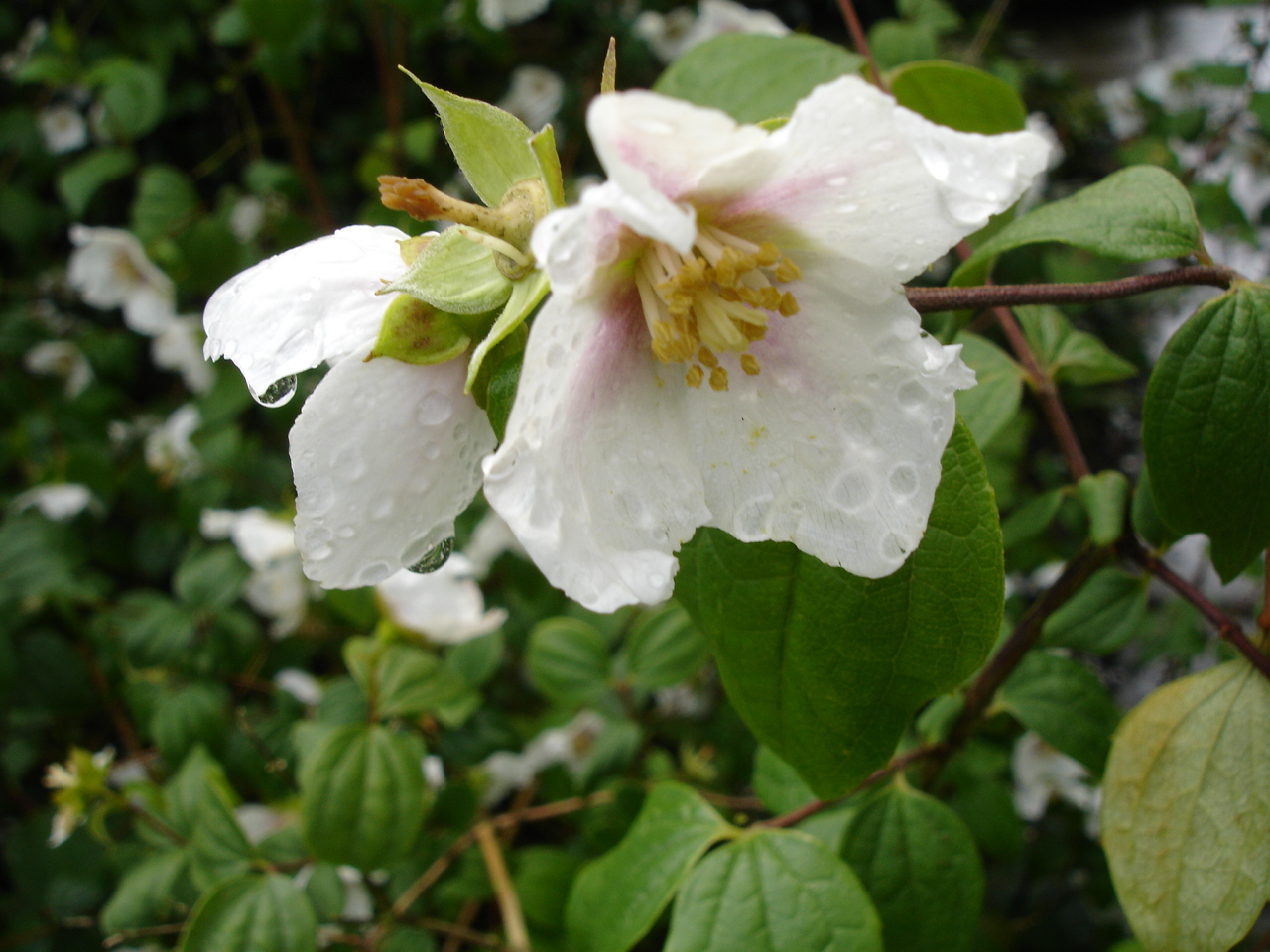
'Sybille'